# 古晋圣约瑟中学
古晋圣约瑟中学（Sekolah Menengah Swasta St.Joseph），馬來西亞砂拉越古晋的一所新設私立天主教教会學校，預定2012年開班上課。該校前身為聖約瑟中小學，是一所公立學校。除了日常課程外，該校將設有多項課外活動，包括創作藝術、音樂、戲劇、舞蹈、傳媒、人際關係和領袖培養等。

## 校友
- 泰益玛目，马来西亚砂拉越州现任首席部长[2]